# Letgarda de Tolosa
Letgarda de Tolosa i d'Alvèrnia (945-978) fou filla del comte de Tolosa Ramon III i la seva esposa Garsinda de Roergue. Es casà l'any 968 amb el comte de Barcelona Borrell II, amb el qual va tenir quatre fills:
- Ramon Borrell (972- 1017), comte de Barcelona.
- Ermengol I (975-1011), comte d'Urgell.
- Ermengarda de Barcelona (c. 980-1030),[1] casada amb el vescomte Geribert de Barcelona.
- Riquilda de Barcelona (? -1041), casada amb el vescomte Udalard I de Barcelona.[2]